# فرط الخثورية أثناء الحمل
فرط الخثورية أثناء الحمل (زيادة القابلية لحدوث تجلط في الدم أثناء الحمل) تعني استعداد المرأة الحامل أن يحدث لها تجلط في الدم (تكوّن جلطات دموية). ويعتبر الحمل ذاته عامل من العوامل التي تزيد من قابلية حدوث تجلط في الدم (زيادة القابلية لحدوث تجلط في الدم بسبب الحمل) كعملية فسيولوجية تأقلمية لمنع نزيف ما بعد الولادة. ومع ذلك فإنه عندما يوجد عوامل أساسية إضافية تساعد على تجلط الدم بجانب الحمل يكون خطر الإصابة بتجلط الدم أو انسداد في الأوعية الدموية أمرًا جوهريًا.

## الأسباب
من المحتمل أن تكون زيادة القابلية لحدوث تجلط في الدم بسبب الحمل هي عملية فسيولوجية تأقلمية لمنع نزيف ما بعد الولادة. يغير الحمل معدل العديد من عوامل التجلط بالدم مثل الفيبرينوجين والذي يصبح معدله أثناء الحمل ثلاثة أضعاف معدله الطبيعي. ويرتفع معدل الثرومبين. ويقل معدل البروتين اس والذي يعمل كمضاد للتجلط. ومع ذلك فإن مضادات التجلط الأخرى الرئيسية مثل البروتين سي ومضاد الثرومبين رقم 3 يظل معدلها ثابت. ويحدث اختلال في عملية انحلال الفبرين بزيادة مثبط منشط البلازمينوجين 1(PAI-1)  ومثبط منشط البلازمينوجين 2 (PAI-2) وهذا الأخير يتم تصنيعه في المشيمة. وربما يحدث السبات الوريدي في نهاية الثلث الأول من الحمل وذلك بسبب زيادة استجابة جدار الوعاء الدموي لتأثير الهرمونات.
ويمكن أن يسبب الحمل زيادة القابلية لحدوث تجلط في الدم عن طريق عوامل أخرى مثل الاستلقاء لمدة طويلة على السرير والتي تحدث في الغالب بعد الولادة في حالة إذا تمت الولادة بالملقط أو الشفط أو كانت ولادة قيصرية. هناك دراسة توضح أن أكثر من 200000 امرأة تم وضعهم بالرعاية الداخلية خلال حملهم كانوا عرضة للإصابة بتجلط دموي وريدي بمعدل 18 مرة خلال إقامتهم بالرعاية الداخلية و6 مرات خلال الأربع أسابيع بعد خروجهم منها مقارنة بالحوامل اللاتي لم يتم إدخالهم المستشفى. وشملت هذه الدراسة النساء اللآتي تم إدخالهن المستشفى لمدة يوم أو أكثر لأسباب أخرى غير الولادة والتجلط الدموي الوريدي.
ويزيد الحمل بعد سن ال 35 والحمل أكثر من 4 مرات من خطر الإصابة بالتجلط الدموي الوريدي.
وبالرغم من أن الحمل ذاته يزيد خطر الإصابة بالتجلط الوريدي العميق خمسة أضعاف تقريبًا؛ فإن العديد من مضاعفات الحمل مثل تسمم الحمل تتسبب في زيادة ضخمة في القابلية لحدوث تجلط دموي.
وزيادة القابلية لحدوث تجلط دموي هي حالة متواجدة من قبل حدوث الحمل وتتواجد لأسباب عديدة منها ما هو مكتسب مثل وجود الأضداد المضادة للفوسفوليبيد ومنها ما هو وراثي مثل تشوه البروثرومبين ونقص بروتين اس وسي ونقص مضاد الثرومبين رقم 3.

## المضاعفات
زيادة القابلية لحدوث تجلط دموي أثناء الحمل ولا سيما التي تكون بسبب التهيئة الوراثية لحدوث التجلط يمكن أن تؤدي إلى حدوث تجلط في الوعاء الدموي المتصل بالمشيمة. وهذا يمكن أن يؤدي إلى تعقيدات مثل حدوث ارتفاع في ضغط الدم في الفترة الأولى من الحمل، وتسمم الحمل، ووجود مواليد يكون حجمهم صغير بالنسبة لسن الحمل. ومن ضمن الأسباب الأخرى التي تؤدي إلى زيادة القابلية لحدوث تجلط دموي هي متلازمة مضادات الفوسفوليبيد والتي تتعلق بالنواتج العكسية للحمل والتي تشمل الإجهاض التلقائي المتكرر. ويحدث التجلط الوريدي العميق في معدل يتراوح من 1000 إلى 2000 في النساء الحوامل في الولايات المتحدة ويعتبر هو السبب الثاني الأكثر شيوعًا المسبب لوفاة الأمهات أثناء النفاس بعد النزيف في الدول المتقدمة.

## منع التجلط باستخدام مضادات التجلط
الهيبارين الغير مجزأ والهيبارين ذا الوزن الجزيئي الصغير والوارفارين (لا يُستخدم أثناء الحمل) والأسبرين هم مضادات التجلط الأساسية في العلاج والوقاية قبل وأثناء الحمل.
وبالرغم من الإجماع بين الأطباء أن سلامة الأم تحل محل سلامة الجنين النامي فإن التغيرات في نظام مضادات التجلط المُتبع أثناء الحمل يمكن أن يقلل المخاطر بالنسبة الجنين النامي بينما يحافظ على مستويات مضادات التجلط العلاجية في الأم.
المشكلة الرئيسية في مضادات التجلط هي الوارفارين، مضاد التجلط الأكثر استخدامًا وشيوعًا في الحالات المزمنة، هذا المضاد له آثار تشويهية على الجنين في حالة استخدامه في أول الحمل. ومع ذلك يبدو أن الوارفارين ليس له أي آثار تشويهية قبل 6 أسابيع من الحمل. ولكن على النقيض الهيبارين الغير مجزأ والهيبارين ذا الوزن الجزيئي الصغير لا يمكنهم المرور من المشيمة.

### الدلالات
في العموم الدلالات على مضادات التجلط أثناء الحمل هي نفسها بالنسبة للعامة. هذه الدلالات تشمل (ولكنها لا تقتصر على هذا فقط) وجود تاريخ حديث عن تجلط وريدي عميق، أو انسداد في الوعاء الدموي الرئوي أو صمام قلبي صناعي معدني، أو الرجفان الأذيني في إطار مرض قلبي هيكلي.
بالإضافة إلى هذه الدلالات فإنه من الممكن أن تكون مضادات التجلط مفيدة في حالة الأفراد الذين يعانون من الذئبة الحُمامية، وفي حالة الأفراد الذين لديهم تاريخ عن حدوث تجلط وريدي عميق أو انسداد في الوعاء الدموي الرئوي أثناء حمل سابق وحتى فإنها من الممكن أن تكون مفيدة في حالة الأفراد الذين لديهم تاريخ من نقص عوامل التجلط وحدوث تجلط وريدي عميق دون وجود حمل سابق.
مضادات التجلط يمكن أن تزيد معدل الولادات الحية في حالة النساء الحوامل اللآتي عانين من عمليات إجهاض متكررة بسبب متلازمة مضادات الفوسفوليبيد وربما تزيد المعدل أيضًا في حالات الإجهاض التي تكون بسبب التهيئة الوراثية لحدوث التجلط ولكنها لا تفيد في حالات الإجهاض المتكررة بدون تفسير.

### الاستراتيجيات
لا يوجد إجماع على نظام مضادات تجلط معين يجب اتباعه، ولكن يتم تحديد العلاج المناسب لكل حامل بناءًا على حجم مخاطر المضاعفات لديها. الوارفارين والعوامل المثبطة لفيتامين ك من الممنوعات خلال الثلاثة أشهر الأولى من الحمل بسبب تأثيراتهم التشويهية، ويجب أن يتم منع الحامل من أخذهم بمجرد تأكيد الحمل. ويتم تحويل النساء اللآتي يُعالجن بمضادات التجلط على المدى الطويل إلى استخدام الهيبارين الغير مجزأ والهيبارين ذات الوزن الجزيئي الصغير مثل تينزابارين قبل حدوث الحمل المخطط له. الهيبارين ذا الوزن الجزيئي الصغير أمن وفعال مثل الهيبارين الغير مجزأ. ويجب أن يتم إجراء اختبار دم يتم فيه فحص الصفائح الدموية وعوامل التجلط قبل أن يتم اتباع أي أنظمة لمضادات التجلط أثناء الحمل.
ويمكن أن يُعطى التينزابارين عن طريق الحقن تحت الجلد في جرعات تتكون من 175 وحدة من المضاد لنشاط العامل اكس أ لكل كجم وتلك الجرعة تكون بُناءًا على الوزن قبل الحمل بستة عشر أسابيع وليست بُناءًا على الوزن الحالي. بينما الهيبارين الغير مجزأ يُعطى بطريقة أخرى تقليدية على هيئة تركيبة تُعطي في الوريد، وهذه الطريقة ليست مناسبة للإستخدام لمدة طويلة طوال الحمل.
ولاتوجد معلومات واضحة عن إمكانية البدء بالوارفارين بعد الأسبوع الثاني عشر من الحمل أم لا. وطبقًا لتحليل حديث ذا أثر رجعي فقد وُجد أن استئناف أخذ الوارفارين بعد الثلاثة أشهر الأولى من الحمل متعلق بزيادة مخاطر فقدان الجنين. ولكن هذا التحليل كان يشمل فقط النساء اللآتي يملكن صممات قلب صناعية ويعالجن بمضادات التجلط وهؤلاء النساء يحتجن بوجه عام للكثير من مضادات التجلط.
النظام المثالي من مضادات التجلط بالنسبة للمرأة الحامل التي تملك صممات قلب صناعية ليس واضحًا. وحقن الهيبارين تحت الجلد في هذه الحالة يزيد من خطر انسداد الصمام والوفاة. هناك شكوك مشابهة في استخدام الإينوكسابارين (الهيبارين ذا الوزن الجزيئي الصغير) في مثل تلك الحالات.

### الاحتياطات
يجب أن يتم استخدام  كل أنواع مضادات التجلط (يشمل الهيبارين ذا الوزن الجزيئي الصغير) بحذر مع النساء المصابات بإضطراب في التخثر أو أمراض في الكبد أو اعتلال الكلى أو اللآتي يعانين من قلة كريات الدم البيضاء والصفائح الدموية.
وتتمثل الأعراض الجانبية الكُبرى للتينزابارين في هشاشة العظام (تحدث في 1% من الحالات)، قلة كريات الدم البيضاء والصفائح الدموية (قلة الكريات البيضاء والصفائح الدموية بسبب الهيبارين)، حدوث نزيف، فقدان الشعر، الإصابة بحساسية من الدواء. على الرغم من ذلك فإن الهيبارين ذا الوزن الجزيئي الصغير لا يسبب قلة الكريات البيضاء والصفائح الدموية بسبب الهيبارين كما يفعل الهيبارين الغير مجزأ.
ويمنع استخدام التخدير الموضعي مع النساء اللآتي يعالجن بمضادات التجلط، ولا يجب أن يستخدم إلا بعد مرور 24 ساعة على أخذ آخر جرعة من التينزابارين.

### المراقبة
العلاج بمضادات التجلط التي تشمل الهيبارين ذا الوزن الجزيئي الصغير لا يحتاج لمراقبة. وذلك لأن الهيبارين ذا الوزن الجزيئي الصغير لا يؤثر على زمن البروثرومبين أو النسبة الطبيعية العالمية وأيضًا لأن مستويات المضاد للعامل اكس أ غير موثوق بها. الهيبارين ذا الوزن الجزيئي الصغير يمكن أن يطيل زمن الثرمبوبلاستين الجزئي في بعض النساء، ولكن مع ذلك الوقت الجزئي للثرومبوبلاستين ليس مفيدًا في حالة المراقبة.
لكي نتحقق من حدوث قلة في الكريات البيضاء والصفائح الدموية يتم فحص عدد الصفائح الدموية قبل البدء بعلاج مضادات التجلط وبعد البدء بسبعة أو عشرة أيام ثم يتم الفحص شهريًا بعد ذلك. يجب أن يتم فحص عدد الصفائح الدموية إذا حدث أمرًا غير متوقعًا مثل حدوث نزيف أو ظهور كدمات.

### إبطال المفعول
البروتامين يبطل مفعول الهيبارين الغير مجزأ ولكنه يمسك جزئيًا فقط في الهيبارين ذا الوزن الجزئي الصغير ويبطل مفعوله جزئيًا. جرعة البروتامين تكون عبارة عن 1 ملليجرام لكل 100 وحدة دولية من الهيبارين ذ الوزن الجزيئي الصغير وتلك الجرعة تبطل 90% من مفعوله المضاد للعامل 2 أ و60% من مفعوله المضاد لنشاط العامل اكس أ ولكن التأثير الإكلينكي للمتبقي من مفعوله المضاد لنشاط العامل اكس أ يظل مجهولًا. كلًا من التأثير المضاد للعامل 2 أ والتأثير المضاد لنشاط العامل اكس أ يمكن أن يعودا بعد ثلاثة ساعات من الإبطال بالبروتامين، وربما يكون هذا بسبب إطلاق هيبارين ذا وزن جزيئي صغير إضافي من الأنسجة المخزنة.

## مضادات التجلط أثناء الرضاعة
الوارفارين والهيبارين والهيبارين ذا الوزن الجزيئي الصغير لا يمروا في لبن الرضاعة ولذلك هم آمنين أثناء الرضاعة.